# Ibn Khalaf al-Muradi
Pour les articles homonymes, voir Khalaf.
Ali 'Ibn Khalaf al-Muradi (علي ابن خلف المرادي) était un savant arabe d'Espagne du XIe siècle, ingénieur et écrivain, auteur de Kitāb al-asrār fī natā'ij al-afkār (Le Livre des secrets résultant des pensées). 
On ne connaît aucun détail de la vie de cet inventeur.
Le Livre des secrets résultant des pensées a été copié par Ibn Sid, un scientifique arabe travaillant à la cour d'Alphonse X. C'est une de ces copies qui a été découverte au milieu du XXe siècle en Italie dans la Bibliothèque Laurentienne à Florence,. Ce manuscrit contenant 30 chapitres est en mauvais état mais a pu être exploité. Il décrit entre autres le fonctionnement de plusieurs automates jamais créés comme l'« horloge du château et des gazelles ». On y trouve aussi des maquettes de machine à voler, de bicyclette, de scaphandre, ce qui a valu à son auteur le surnom de « Leonardo islámico ».
Ses horloges fonctionnaient notamment grâce à un complexe procédé utilisant de petits conduits d'eau. Al Muradi a également créé, autour de l'an 1000, le premier calendrier « automatique » qui pouvait indiquer le jour, le mois et l'année grâce à un ingénieux procédé hydraulique.

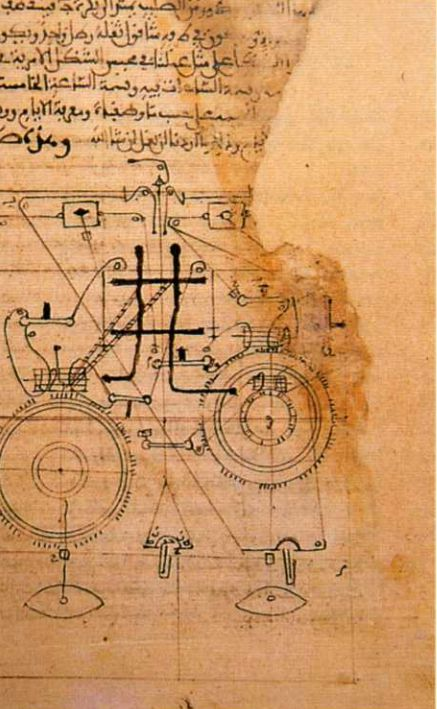
Fragment du livre Kitāb al-asrār fī natā'ij al-afkār.

Al Muradi était un proche collaborateur de Al-Zarqali, un des grands astrologues du XIe siècle, avec qui il a imaginé un astrolabe universel. Les inventions de ces deux savants sont citées dans lo Libro del saber de astrología (1227) d'Alphonse X de Castille.
En 2008, le centre de recherche Leonardo3 a réédité son œuvre sous le titre Le Livre des secrets, à partir d'un manuscrit de Tolède datant de 1266.

## Quelques-unes des inventions

### Clepsydre aux gazelles
Dans cette clepsydre apparaissent deux jeunes filles qui sortent dans le jardin du palais pour regarder des gazelles en train de boire dans un étang de mercure. Un esclave caché dans le puits sort la tête pour épier les jeunes, mais immédiatement surgissent trois serpents pour les défendre. Les gazelles cessent de boire, les jeunes filles se réfugient dans le pavillon, l'esclave redescend dans le puits et les serpents se cachent. Il s'agit d'un jeu amusant d'automates mis en mouvement par de l'eau, du mercure et des poulies qui met en scène la vie d'un palais.

### Horloge aux trois personnages
Cette horloge avec des automates fonctionne avec un système mécanique à base de poulies y tours. Un astrologue surveille son astrolabe. À chaque heure, il tourne la tête vers une jeune fille qui sort d'un pavillon et qui laisse tomber de sa bouche une boule dans une jarre, puis les personnages reprennent leur position initiale.

### Machine de guerre à démolir les forteresses
La machine de guerre consiste en un bélier posé sur une plateforme horizontale qui peut être élevée grâce à un jeu de poulies et de cordes afin de détruire une fortification ennemie.

## Galerie

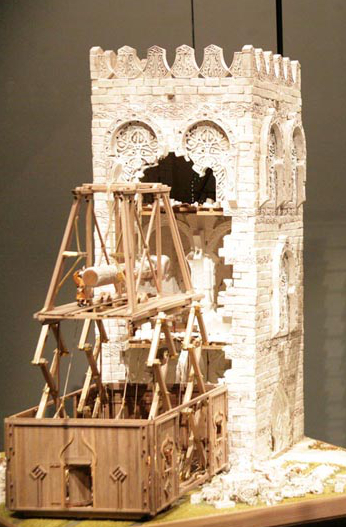
Machine de guerre.
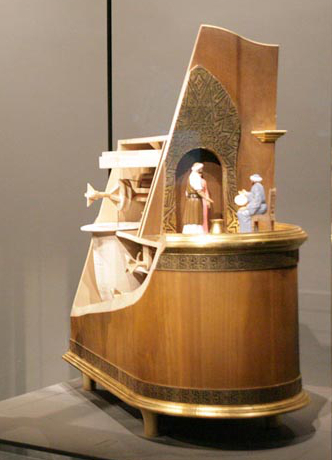
Horloge aux trois personnages.

## Reconstitutions
En 1992, on a réussi recréer grâce à l'œuvre de al-Muradi, une machine que l'on peut programmer pour qu'une action théâtrale se répète cycliquement dans un intervalle de temps fixé et que l'on peut employer comme horloge. Elle a été présentée dans le cadre de l'exposition El legado científico andalusí, qui a eu lieu à Madrid cette année-là. En 2008, le groupe italien Leonardo3, sous le mécénat de l'émir du Qatar, Son Altesse le Cheikh Hamad ben Khalifa Al Thani, a recréé l'Horloge aux trois personnages et la Machine de guerre à démolir les forteresses. Tout ce travail est exposé de manière permanente au Musée d'art islamique à Doha, et a été une de ses principales attractions au moment de son inauguration le 22 novembre 2008. L'exposition présente une reconstitution numérique et interactive du manuscrit, expliquant toutes ses machines à la disposition du public, grâce aux modèles tridimensionnels animés au moyen d'un écran tactile holographique.